# Astheimer Karthäuser

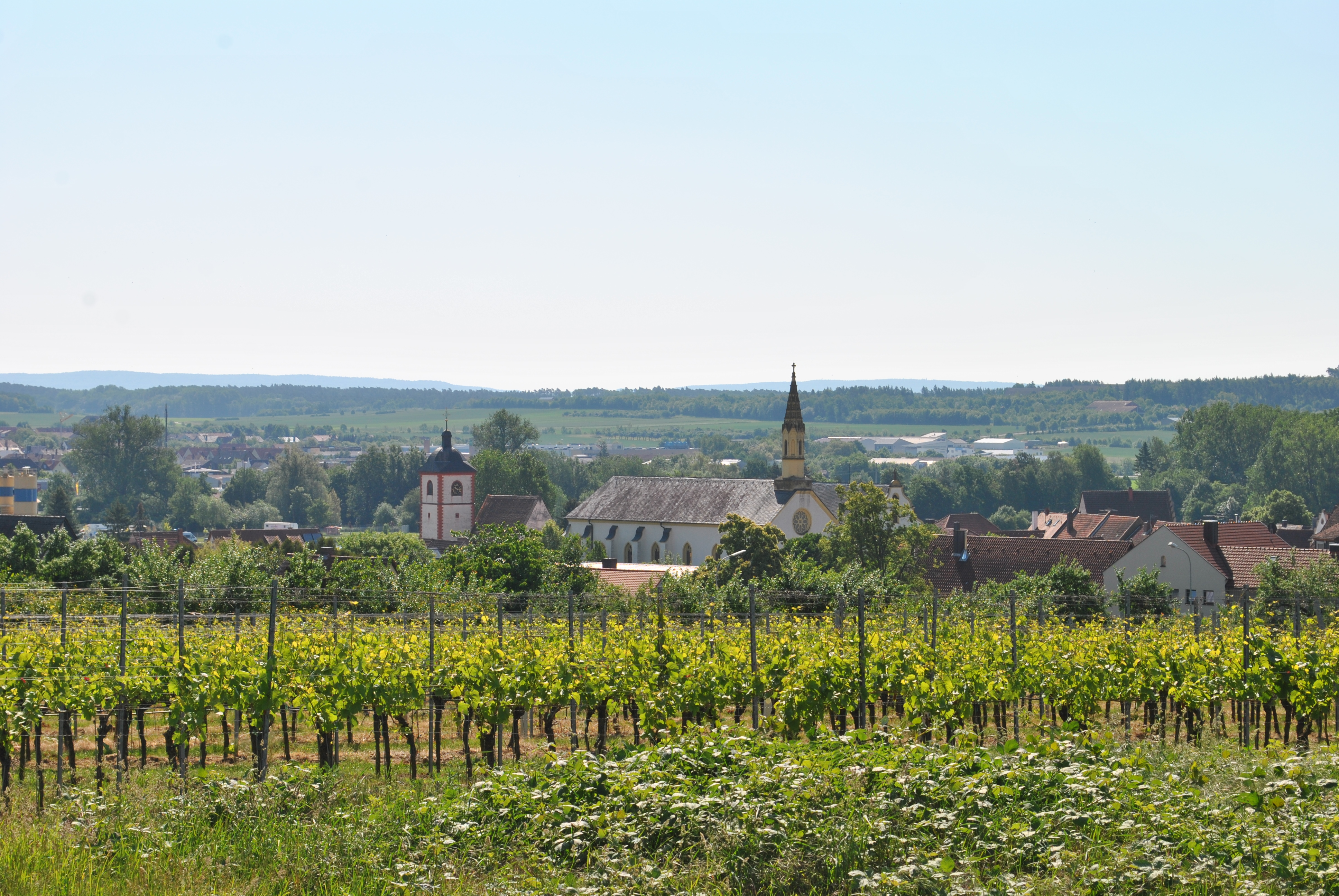
Die Weinlage vor dem Dorf Astheim

Astheimer Karthäuser ist eine der bekanntesten Weinlagen im Anbaugebiet Franken. Sie liegt in der Gemarkung des Volkacher Ortsteils Astheim im Landkreis Kitzingen.

## Geografische Lage und Geologie
Die Weinlage befindet sich am Scheitelpunkt der Volkacher Mainschleife und ist von zwei Seiten, im Norden und Süden, von Wasser eingerahmt. Sie nimmt den Osthang des sogenannten Escherndorfer Berges oder Vogelsberges ein. Die Lage wird durch die Staatsstraße St2260 in zwei Teile geteilt. Weiter östlich liegt das Dorf Astheim. Im Westen beginnt die Gemarkung von Escherndorf, die Vogelsburg und die Weinlage Pforte liegen dem Karthäuser am nächsten.
Die Reben wurden auf sehr lehmigem Böden und den Schwemmsänden des Maines gepflanzt. Sie wachsen auf Gesteinen des Muschelkalks und des Lettenkeupers. Beide Gesteinsarten sind für ihre gute Wasserspeicherung bekannt, ebenso bieten sie gute Möglichkeiten zur Speicherung von Wärme. Der Karthäuser ist für den Anbau des wärmeliebenden Burgunders geeignet. Die Lage umfasst heute ca. 55 Hektar und ist Teil der Großlage Volkacher Kirchberg im Bereich Volkacher Mainschleife.

## Geschichte
An der Mainschleife ist die Weinrebe erstmals im Jahr 906 nachgewiesen. In einer Urkunde bestätigte König Ludwig das Kind die Schenkungen seines Vaters an das Kloster Fulda. Neben mehreren Orten waren auch Weinberge um die Vogelsburg zur Bonifatiusabtei gekommen. Wahrscheinlich ist allerdings, dass der Wein bereits im 7. Jahrhundert von den fränkischen Siedlern in die Region gebracht wurde.
Die Astheimer Bevölkerung lebte bereits im 10. Jahrhundert überwiegend vom Weinbau und von der Fischerei im Main. Diese gute wirtschaftliche Ausgangssituation führte auch zu Beginn des 15. Jahrhunderts dazu, dass das Dorf von Erkinger von Seinsheim erworben und mit einem Kartäuserkloster bedacht wurde. Die Kartäusermönche übernahmen die meisten Anbauflächen im Dorf und führten neue Bewirtschaftungsmethoden aus Frankreich ein.
In der Frühen Neuzeit war Astheim vom Weinbau geprägt. Mehrere Gemeindeämter waren geschaffen worden, um den Wein der Kartäuser besser vermarkten zu können. So sorgte ein Unterkäufer für eine gleichbleibende Qualität der Weine, während der Ungelder eine Verbrauchssteuer erhob. Der Schröter war dafür zuständig, den Wein in immer gleich großen Fässern zu verkaufen. Die Astheimer Bevölkerung musste als sogenannten Herrendienst die Weinberge der Mönche bewirtschaften.
Die anhaltend guten Weinjahre führten in den 1680er Jahren dazu, dass die Bevölkerung sich vermehrt um ihre eigenen Weinberge kümmerte und die Berge der Herrschaft vernachlässigte. Zeitweise warb man auch Tagelöhner vor allem aus Untereisenheim an. 1797 wurden die Astheimer Weine als „gar lieblich[e]“ Sandweine bezeichnet. Im Jahr 1800 sprach man von den Astheimer Weinen als „bald trinkbar“.
Nach der Auflösung des Klosters im Zuge der Säkularisation zu Beginn des 19. Jahrhunderts geriet der Weinbau in Astheim in eine Krise. Die Rebstöcke waren überaltert, das Kloster fiel als Absatzmarkt weg. In den Jahren zuvor hatte man außerdem auch schlechtere Lagen mit Reben bestockt. Ab 1900 tauchte die Reblaus in Astheim auf und viele Weinberge wurden aufgegeben. Erst in den 1880er Jahren konnte sich der Weinanbau stabilisieren.
Noch im 20. Jahrhundert bestand die Gemarkung Astheim aus insgesamt 45 Weinlagen mit unterschiedlichen Namen. Darunter waren die ortsnahen Lagen „Beutel“, „Ochsen“ und „Venusberg“ und die Lagen wie das „Stück“, der „Ameisengraben“ oder der „Stetten“ auf dem nördlich der Vogelsburg gelegenen Bergrücken. In Ausführung des Weingesetzes von 1971 wurden alle Lagen zur Einzellage Astheimer Karthäuser zusammengefasst. Seit 1985 wird auch Rotwein angebaut.

## Weingüter (Auswahl)
Mehrere renommierte Weingüter besitzen heute Rebstöcke am östlichen Hang des Vogelsberges. Neben einigen lokal anerkannten Betrieben gibt es auch etliche überregional bekannte Weinbauern und ausgezeichnete Güter in Astheim:
- Weingut Johannes Büttner, Astheim[6]
- Weingut Clemens Fröhlich, Escherndorf
- Weingut Thomas Leipold, Astheim[7]
- Weingut Menz, Astheim[8]
- Weingut Max Müller I, Volkach
- Weingut Juliusspital, Würzburg
- Winzergemeinschaft Franken, Repperndorf

Vom Verband Deutscher Prädikatsweingüter (VDP) wurde der Karthäuser als Erste Lage klassifiziert.